# David Cabrera (salwadorski piłkarz)
David Arnoldo Cabrera (ur. 12 września 1945 w San Salvador) – salwadorski piłkarz, reprezentant kraju grający na pozycji napastnika.

## Kariera klubowa
David Cabrera przygodę z futbolem rozpoczynał w 1966 roku w klubie FAS Santa Ana, w którym grał przez całą karierę do 1986 roku. Z drużyną FAS czterokrotnie zdobył Mistrzostwo Salwadoru w 1978, 1979, 1981, 1984 oraz Puchar Mistrzów CONCACAF 1979.

## Kariera reprezentacyjna
David Cabrera grał w reprezentacji Salwadoru w latach siedemdziesiątych. W 1970 roku wziął udział w Mistrzostwach Świata. Na Mundialu w Meksyku był rezerwowym i nie wystąpił w żadnym spotkaniu. W 1976 i 1977 roku uczestniczył w eliminacjach Mistrzostw Świata 1978.